# Caius Flavius Fimbria (légat)
Caius Flavius Fimbria était un homme politique de la République romaine, fougueux partisan de Caius Marius. Il est le fils de Caius Flavius Fimbria (consul en 104 av. J.-C.).

## Biographie
Pendant les funérailles de Marius, il poignarda le grand pontife Mucius Scævola, puis apprenant que la blessure n'était pas mortelle, il le cita en justice, au motif, selon Cicéron, de n'avoir pas reçu le poignard tout entier dans son corps.
Envoyé en Asie comme lieutenant du consul Lucius Valerius Flaccus (en) (86 av. J.-C.), il laissa ses soldats piller les territoires des alliés de Rome. Réprimandé puis congédié par son consul, il souleva l'armée à Byzance et le fit périr pour se mettre à sa place. Il chassa Mithridate VI de Pergame, et parcourut l'Asie, incendia Ilion qui s'était mise sous la protection de Sylla et massacra une partie de ses habitants; mais bientôt, assiégé lui-même à Pergame par ce général, il fut réduit à se donner la mort (84 av. J.-C.).